# Parachirus diringeri
Parachirus diringeri es una especie de pez de la familia Soleidae en el orden de los Pleuronectiformes.

## Morfología
Su tamaño máximo es de 10,4 cm.

## Distribución geográfica
Se encuentra desde las  costas de Kenia hasta las de KwaZulu-Natal (Sudáfrica).